# Paris–Roubaix 2006

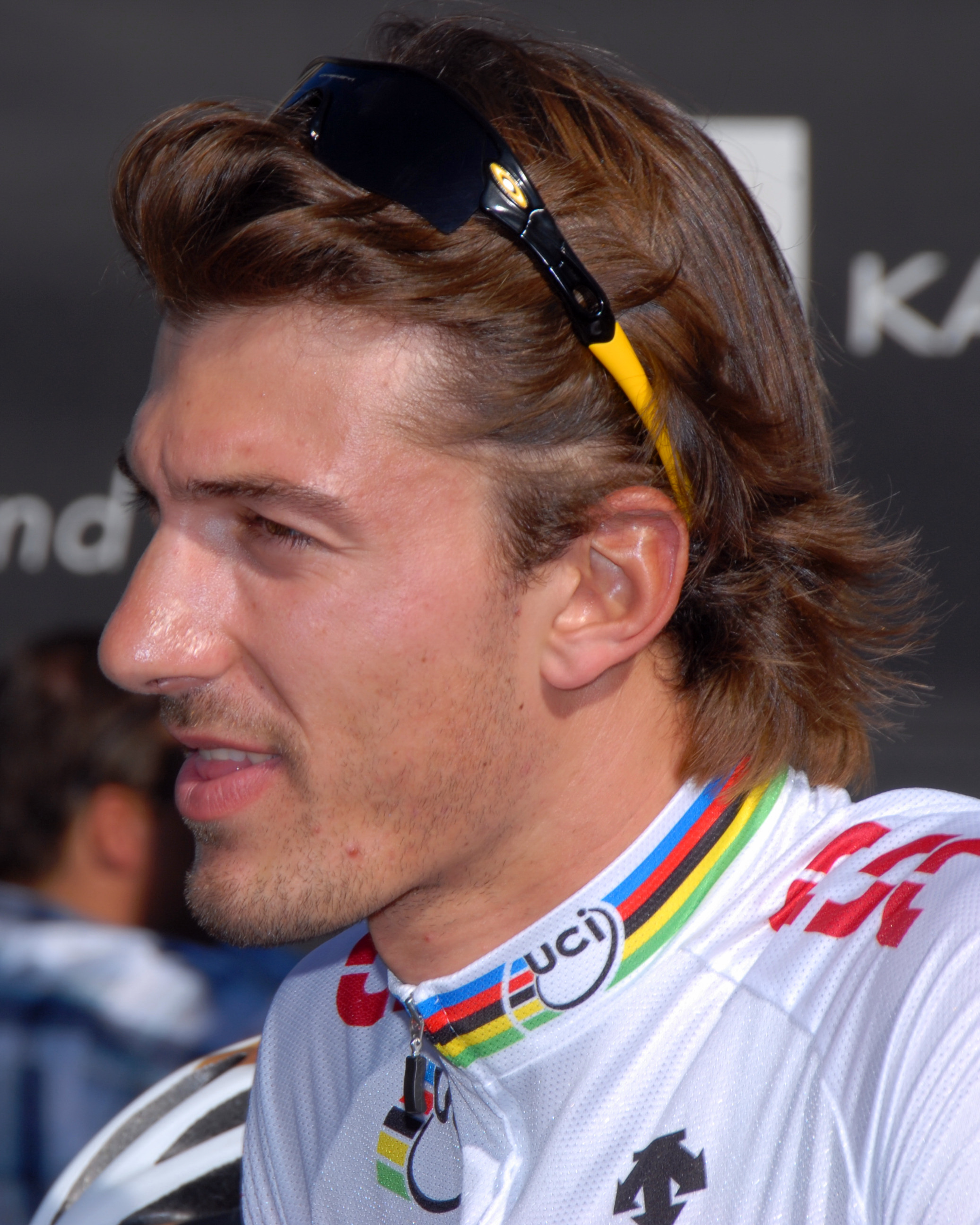
Sieger Fabian Cancellara (2007)

Das Radrennen Paris–Roubaix 2006 war die 104. Austragung des Radsportklassikers Paris–Roubaix. Es gewann der Schweizer Fabian Cancellara vom dänischen Team CSC, der nach einer Alleinfahrt auf den letzten 20 km als Solist in das Vélodrome André-Pétrieux einfahren konnte. Cancellara ist nach Heiri Suter (1923) erst der zweite Schweizer, der dieses Rennen gewinnen konnte. Es gehörte in diesem Jahr als „historisches Rennen“ mit der Kennzeichnung his zur UCI ProTour.

## Rennverlauf

### Wald von Arenberg
Bereits vor dem von den Fahrern wegen früherer folgenschwerer Stürze (bspw. Johan Museeuw 1998) gefürchteten Wald von Arenberg hatte sich eine mehr als 15-köpfige Spitzengruppe gebildet. Die berüchtigte Kopfsteinpflasterpassage – 2005 nicht im Programm, aber für die Austragung 2006 mit großem Aufwand restauriert und teilweise verbreitert – brachte diesmal nicht die Rennentscheidung. Viele Teams waren zu diesem Zeitpunkt schon nicht mehr im Vorderfeld vertreten, so Gerolsteiner und auch Team Milram.

### Glück im Unglück für George Hincapie
Auf einer der folgenden Kopfsteinpflaster-Passagen kam George Hincapie (Discovery Channel) auf dramatische Art und Weise zu Fall: Nachdem er bereits in der ersten Rennhälfte gestürzt war, war der Schaft seiner Gabel offenbar beschädigt. Noch bevor er das Rad austauschen konnte, brach der Gabelschaft. Hincapie konnte zunächst freihändig weiterfahren – der gesamte mit dem Vorbau abgerissene Lenker pendelte dabei gefährlich frei über dem Vorderrad – und versuchte, auf dem leicht ansteigenden Streckenteil die Geschwindigkeit kontrolliert zu verringern, als schließlich doch das Vorderrad umschlug und Hincapie kopfüber in den angrenzenden Acker stürzte, wobei er sich die Schulter auskugelte.
Der Vorfall – ein Abbrechen des Lenkers war bisher in der Geschichte internationaler Radrennen sehr selten – warf erneut Fragen auf. So war das Rennen nach wie vor wegen seines über 50 km anachronistischen Kopfsteinpflasters nicht unumstritten und stellte hohe Anforderungen an die technischen Unterstützer der Teams; viele Fahrer hatten sich eigens für dieses Rennen für das bewährte Rahmenmaterial Stahl und gegen moderne Werkstoffe entschieden.

### Angriffe von Flecha, Discovery Channel und CSC
Nach zahlreichen Angriffen der Teams von Discovery Channel, CSC und dem für Rabobank als Solist auftretenden Juan Antonio Flecha fiel die Spitzengruppe immer mehr auseinander. Zwei Gruppen bildeten sich heraus: Während in der vorderen, achtköpfigen Gruppe mit Ballan (Lampre-Fondital), Boonen (Quick Step), dem späteren Sieger Cancellara, Flecha, Guesdon, Leif Hoste von Discovery Channel sowie Peter Van Petegem (Davitamon-Lotto) wichtige Favoriten vertreten waren, waren Fahrer wie der durch eine Virus-Infektion geschwächte Schweizer Steffen Wesemann (T-Mobile Team) bereits ins Hintertreffen geraten.

### Cancellara setzt die entscheidende Attacke
Die entscheidende Attacke setzte dann Fabian Cancellara etwa 25 Kilometer vor dem Ziel. Nur der Russe Gussew konnte folgen, während Flecha und Boonen vergeblich versuchten, den Anschluss wiederherzustellen. Nachdem der russische Discovery-Fahrer wenige Minuten nach der Attacke des Schweizers auch nicht mehr folgen konnte, bildete sich mit ihm, Hoste und Van  Petegem eine Dreier-Gruppe, gefolgt wiederum von dem Rest der ursprünglichen Spitze mit Weltmeister Boonen und einigen Fahrern, die wieder aufschließen konnten.

## Die Endphase

### Umstrittene Entscheidung an der Bahnschranke ohne Einfluss auf Cancellaras Sieg
Als das Trio um Van Petegem versuchte, Cancellara wieder einzuholen, überquerten sie 10 Kilometer vor dem Ziel eine geschlossene Bahnschranke bei Chéreng. Da sie offenbar die Anweisungen der Kommissäre missachtet hatten, wurden sie in der Folge disqualifiziert. Weder die Disqualifikation der Dreier-Gruppe um Van Petegem noch der zusätzliche Zeitrückstand der Gruppe um Boonen, die an der Bahnschranke anhielt, hatten einen Einfluss auf den Sieg Cancellaras.
Am Ende konnte Cancellara, dem von allen Konkurrenten bescheinigt wurde, an diesem Tag der Stärkste gewesen zu sein, mit über einer Minute Vorsprung in das Stadion von Roubaix einfahren. Auf den letzten Kilometern konnte er seine Zeitfahrerqualitäten ausspielen, den Vorsprung ausbauen und verteidigen.

### Die Platzierten
Im Velodrom von Roubaix ersprintete der Belgier Tom Boonen mit fast zwei Minuten Rückstand vor Alessandro Ballan und Juan Antonio Flecha den fünften Platz, was ihm nach der Disqualifikation des Trios um Van Petegem den zweiten Rang einbrachte. Vor Steffen Wesemann, der durch die Disqualifikation von Rang neun auf sechs vorrückte, konnte sich noch der Österreicher Bernhard Eisel als Fünfter platzieren.

### Eine Siegerehrung ohne Platz zwei und drei
Die Disqualifikation wegen Missachtung der Bahnschranke hatte Auswirkungen auf die Siegerehrung: Alessandro Ballan und Tom Boonen, der mit der Disqualifikation seiner drei Konkurrenten nicht einverstanden war und sich deshalb nach eigener Aussage als „Fünfter, und nicht als Zweiter“ des Rennens fühlte, blieben der Siegerehrung fern, die allein mit Cancellara vollzogen wurde.

## Rennergebnis
| \| Gesamtwertung \| Gesamtwertung \| Gesamtwertung \| Gesamtwertung \| Gesamtwertung \| \| Fahrer \| Fahrer \| Land \| Team \| Zeit \| \| ------------- \| ------------------- \| ------------- \| ------------------------------- \| --------------- \| \| 1. \| Fabian Cancellara \| Schweiz \| CSC \| 6 h 07 min 54 s \| \| 2. \| Tom Boonen \| Belgien \| Quick Step-Innergetic \| + 1 min 49 s \| \| 3. \| Alessandro Ballan \| Italien \| Lampre-Fondital \| + 1 min 49 s \| \| 4. \| Juan Antonio Flecha \| Spanien \| Rabobank \| + 1 min 49 s \| \| 5. \| Bernhard Eisel \| Österreich \| La Française des jeux \| + 3 min 25 s \| \| 6. \| Steffen Wesemann \| Schweiz \| T-Mobile \| + 5 min 35 s \| \| 7. \| Frédéric Guesdon \| Frankreich \| La Française des jeux \| + 6 min 31 s \| \| 8. \| Bert Roesems \| Belgien \| Davitamon-Lotto \| + 6 min 44 s \| \| 9. \| Christophe Mengin \| Frankreich \| La Française des jeux \| + 6 min 44 s \| \| 10. \| Staf Scheirlinckx \| Belgien \| Cofidis-Le Crédit par Téléphone \| + 6 min 45 s \| \| 11. \| Pedro Horrillo \| Spanien \| Rabobank \| + 6 min 49 s \| \| 12. \| Erik Zabel \| Deutschland \| Team Milram \| + 6 min 49 s \| \| 13. \| Steven de Jongh \| Niederlande \| Quick Step-Innergetic \| + 6 min 49 s \| \| 14. \| Léon van Bon \| Niederlande \| Davitamon-Lotto \| + 6 min 49 s \| \| 15. \| Filippo Pozzato \| Italien \| Quick Step-Innergetic \| + 6 min 49 s \| \| 16. \| Aart Vierhouten \| Niederlande \| Skil-Shimano \| + 6 min 49 s \| \| 17. \| Baden Cooke \| Australien \| Unibet.com \| + 6 min 49 s \| \| 18. \| Martin Elmiger \| Schweiz \| Phonak Hearing Systems \| + 6 min 49 s \| \| 19. \| Lars Michaelsen \| Dänemark \| CSC \| + 6 min 49 s \| \| 20. \| Marco Serpellini \| Italien \| Unibet.com \| + 6 min 49 s \| |                     |             |                                 |                 |
| |                     |             |                                 |                 |
| |                     |             |                                 |                 |
| Gesamtwertung |                     |             |                                 |                 |
| Fahrer | Fahrer              | Land        | Team                            | Zeit            |
| 1. | Fabian Cancellara   | Schweiz     | CSC                             | 6 h 07 min 54 s |
| 2. | Tom Boonen          | Belgien     | Quick Step-Innergetic           | + 1 min 49 s    |
| 3. | Alessandro Ballan   | Italien     | Lampre-Fondital                 | + 1 min 49 s    |
| 4. | Juan Antonio Flecha | Spanien     | Rabobank                        | + 1 min 49 s    |
| 5. | Bernhard Eisel      | Österreich  | La Française des jeux           | + 3 min 25 s    |
| 6. | Steffen Wesemann    | Schweiz     | T-Mobile                        | + 5 min 35 s    |
| 7. | Frédéric Guesdon    | Frankreich  | La Française des jeux           | + 6 min 31 s    |
| 8. | Bert Roesems        | Belgien     | Davitamon-Lotto                 | + 6 min 44 s    |
| 9. | Christophe Mengin   | Frankreich  | La Française des jeux           | + 6 min 44 s    |
| 10. | Staf Scheirlinckx   | Belgien     | Cofidis-Le Crédit par Téléphone | + 6 min 45 s    |
| 11. | Pedro Horrillo      | Spanien     | Rabobank                        | + 6 min 49 s    |
| 12. | Erik Zabel          | Deutschland | Team Milram                     | + 6 min 49 s    |
| 13. | Steven de Jongh     | Niederlande | Quick Step-Innergetic           | + 6 min 49 s    |
| 14. | Léon van Bon        | Niederlande | Davitamon-Lotto                 | + 6 min 49 s    |
| 15. | Filippo Pozzato     | Italien     | Quick Step-Innergetic           | + 6 min 49 s    |
| 16. | Aart Vierhouten     | Niederlande | Skil-Shimano                    | + 6 min 49 s    |
| 17. | Baden Cooke         | Australien  | Unibet.com                      | + 6 min 49 s    |
| 18. | Martin Elmiger      | Schweiz     | Phonak Hearing Systems          | + 6 min 49 s    |
| 19. | Lars Michaelsen     | Dänemark    | CSC                             | + 6 min 49 s    |
| 20. | Marco Serpellini    | Italien     | Unibet.com                      | + 6 min 49 s    |